# Thorsten Kramer
Thorsten Kramer (* 1962) ist ein deutscher Ingenieur und Manager.

## Leben
Kramer studierte von 1988 bis 1993 Maschinenbau an der Ruhr-Universität Bochum und schloss als Diplom-Ingenieur ab. Anschließend arbeitete er von 1993 bis 1996 als regionaler Verkaufsleiter beim Aufzughersteller Otis und von 1996 bis 2005 bei Haushahn Aufzüge. Anschließend arbeitete er von 2005 bis 2012 als Vorstandssprecher und Leiter (CEO) des Europageschäfts beim Windparkhersteller Nordex SE, sowie bis 2017 als Geschäftsführer, CEO und Aufsichtsratsmitglied der spanischen Global Energy Services S.A., bevor er als selbstständiger Berater für Unternehmen wie Fuhrländer, Zollern, Eickhoff, Bard und Bilfinger tätig wurde.
Vom 1. Januar 2022 bis 18. September 2024 war er Vorstandsvorsitzender der Lausitz Energie Bergbau AG (LEAG) und der Lausitz Energie Kraftwerke AG, dem zweitgrößten Stromerzeuger Deutschlands (Stand: 2018) und zentralen Akteur im Lausitzer Braunkohlerevier. Kramer wurde vorzeitig, trotz laufenden Vertrages bis zum 31. Dezember 2024, durch Beschluss des Aufsichtsrates von seinem Posten abberufen.